# Anne-Sylvie Salzman
Pour les articles homonymes, voir Salzman.
Œuvres principales
- Au bord d'un lent fleuve noir
- Lamont
- Dernières nouvelles d'Œsthrénie

Anne-Sylvie Salzman, née le 29 août 1963 à Paris (France), est une romancière, nouvelliste et traductrice française.

## Biographie
Anne-Sylvie Homassel est née à Paris le 29 août 1963. Elle s'est choisi le pseudonyme d'Anne-Sylvie Salzman pour publier ses propres œuvres.

## Carrière
Après une maîtrise de philosophie à l'université Paris IV Sorbonne, Anne-Sylvie Homassel s'est engagée dans l'étude des littératures de genre (fantastique principalement), la traduction de l'anglais vers le français (sous son véritable nom, Anne-Sylvie Homassel) et l'écriture.
Elle collabore depuis l'origine à la revue Le Visage Vert, dont elle est devenue en 2008 l'une des éditrices déléguées. La revue entreprend depuis 1995 un travail d'édition, de réédition, de critique et de traduction du patrimoine littéraire fantastique (au sens large) de tous les pays,.
Elle s'est vu attribuer le grand prix de traduction de la ville d'Arles en novembre 2022 pour sa traduction du roman de Dexter Palmer (en), Mary Toft, ou la reine des lapins (OCLC 1126664031).

## Œuvres
- Au bord d'un lent fleuve noir, roman, Joëlle Losfeld, 1997.
- Sommeil, roman, José Corti, 2000[4].
- Lamont, nouvelles, Le Visage Vert, 2009.
- Vivre sauvage dans les villes, nouvelles, Le Visage Vert, 2014.
  - En anglais : Darkscapes, trad. William Charlton, Tartarus Press, 2016 - regroupe quinze nouvelles extraites de Lamont et de Vivre sauvage dans les villes.
  - En italien : Lacerazioni, trad. Barbra Bucci et Elena Furlan, Edizioni Hypnos, 2017.
- Dernières nouvelles d'Œsthrénie, roman[5], Dystopia Workshop, 2014.
- Dits des xhuxha'i / Tales of the Xhuxha'i, nouvelles, édition bilingue français-anglais, Black Herald Press, 2015.
- Adar, nouvelles, Dystopia Workshop, 2016 (co-auteur aux côtés de onze autres auteurs).
- A Vampire of the Soul[6], en collaboration avec William Charlton, Mount Abraxas, 2017.
- Martyrs obscurs in Banlieues parisiennes Noir, chez Asphalte éditions, coll. « Asphalte Noir (Nouvelles noires) » (2019)  (ISBN 978-2-918767-86-2)

## Principales traductions
- Fritz Leiber, Le pouvoir des marionnettes, nouvelles, Encrage, 1992.
- Max Beerbohm, Sept personnages, roman, Joëlle Losfeld, 1998.
- Lord Dunsany, Le dernier livre des merveilles, roman, Terre de Brume, 2000.
- Arthur Conan Doyle, La pierre de sang, nouvelle, Joëlle Losfeld, 2001.
- Arthur Machen, Chroniques du petit peuple, nouvelles, Terre de Brume, 2002.
- Arthur Machen, Les trois imposteurs, roman, Terre de Brume, 2002.
- Lord Dunsany, Le temps et les dieux, roman, Terre de Brume, 2003.
- Arthur Machen, Le grand dieu Pan, roman, Terre de Brume, 2003.
- W. Wilkie Collins, La reine de cœur, roman, Terre de Brume, 2003.
- Ernest Bramah, La partie se joue dans le noir, roman, Terre de Brume, 2004.
- Thorne Smith, Ma femme est une sorcière, roman, Terre de Brume, 2005.
- Lord Dunsany, Contes du rêveur, nouvelles, Terre de Brume, 2006.
- Sax Rohmer, Le mystérieux Dr Fu Manchu, roman, Zulma, 2007.
- Sax Rohmer, Les créatures du Dr Fu Manchu, roman, Zulma, 2008.
- Kris Saknussemm (en), Minuit privé, roman, Zanzibar, 2010.
- Thorne Smith, Examen critique de la pétrification, roman, L'Œil d'or, 2010.
- Willa Cather, Le pont d'Alexander, roman, Le Sonneur, 2012.
- Jamie James, Rimbaud à Java, roman, Le Sonneur, 2012.
- Willa Cather, La nièce de Flaubert, roman, Le Sonneur, 2012.
- Iain M. Banks, Efroyabl Ange1, roman, L'Œil d'or, 2013.
- W.S. Graham, Les dialogues obscurs, poésie, en collaboration avec Blandine Longre, Black Herald Press, 2013.
- Vanessa Veselka, Zazen, roman, coll. "Lot 49", Le Cherche-Midi, 2013.
- Thomas Ligotti, Chants du cauchemar et de la nuit, nouvelles, Dystopia Workshop, 2014[7].
- Henry Darger, L'histoire de ma vie, récit, Aux Forges de Vulcain, 2014.
- Aldo Leopold, Pour la santé de la terre, essais, José Corti, 2014.
- Jack London, Construire une maison, récit, Le Sonneur, 2014.
- Frank Harris, La bombe, récit, La dernière goutte, 2015.
- Iain Banks, Un chant de pierre, roman, L'Œil d'or, 2016.
- Lafcadio Hearn, Insectes, nouvelles, Le Sonneur, 2016[8].
- Katherine Burdekin, Swastika Night, roman, Piranha, 2016.
- Christopher Moore, Fou ! roman, L’Œil d’or, 2017.
- Zane Grey, Les Cavaliers des canyons, roman, Le Sonneur, 2018.
- John Freeman Gill, Les Chasseurs de gargouille, roman, Belfond, 2018.
- Richard Newman, Alma Rosé, de Vienne à Auschwitz, biographie, Notes de nuit, 2018.
- Robert Louis Stevenson, Dr Jekyll et Mr Hyde, roman, Sarbacane, 2018.
- Ben Guterson, le cycle de Winterhouse, trois roman, Albin Michel, 2018 à 2020.
- Sam J. Miller, La Cité de l’orque, roman, Albin Michel, 2019.
- Bernd Heinrich, En été, José Corti, essai, 2019.
- John Buchan, Ceux de Midwinter, roman, L’Arbre Vengeur, 2020.
- Peng Shepherd, Le Livre de M[9], roman, Albin Michel, 2020.
- Shoshanna Zuboff, L’Âge du capitalisme de surveillance, essai, Zulma éditeur / en collaboration avec Bee Formentelli, 2020.
- John Okada (en), No no boy, roman, Le Sonneur, 2020.
- Livia Llewellyn (en), Fournaise, Dystopia, 2021.
- Dexter Palmer (en), Mary Toft, La Table ronde, 2022.
- Tochi Onyebuchi (en), L'Architecte de la vengeance, Albin Michel, 2022
- Robert Harris, V2, Belfond, 2022.
- Peng Shepherd, Les Cartographes, 2023.
- Jessamine Chan (en), L'École des bonnes mères, 2023.
- Chuck Wendig, La Famille croque-mort, 2024.